# Cavalo Amarelo
Cavalo Amarelo é uma telenovela brasileira produzida e exibida pela Band entre 23 de junho e 29 de novembro de 1980, em 137 capítulos, substituindo Pé de Vento e sendo substituída por Dulcinéa Vai à Guerra. Foi a terceira "novela das sete" exibida desde a profissionalização da dramatugia do canal. Escrita por Ivani Ribeiro, sob direção de David José, direção geral de Henrique Martins e direção de núcleo de Walter Avancini.
Conta com Dercy Gonçalves, Yoná Magalhães, Fúlvio Stefanini, Rodolfo Mayer, Jorge Dória, Márcia de Windsor, Rolando Boldrin e Maximira Figueiredo nos papéis principais.

## Enredo
Dulcinéa é uma cômica ex-vedete que vive tentando salvar seu teatro das garras do amargurado Salvador Maldonado, dono do prédio que deseja derrubar-lo para construir um edifício comercial, mas é impedido por um antigo contrato. Maldonado, que idolatra uma estatueta de um cavalo amarelo a quem atribui seu sucesso nos negócios, tem quatro filhos de personalidades bem opostas: a fria Joana só pensa em dinheiro igual o pai, mas é estremecida ao conhecer o pobretão Alberto; Lalucha  é rebelde e faz de tudo para ajudar Dulcinéa; Walter é submisso e controlado pelo pai, o que irrita sua esposa Belinha, que tem o casamento constantemente envenenado pelo sogro.
Já Téo é um festeiro que sempre foge de marcar a data do casamento com Maria do Carmo, filha dos milionários Júlio e Dedé, e acaba vivendo um amor proibido com Pepita, sobrinha de Dulcinéa e maior estrela do teatro. Tudo muda quando Dulcinéa descobre uma carta de uma antiga vedete para Maldonado revelando um filho bastardo, Zeca, a qual ela usa para chantagear o velhote. Quem ama Zeca em segredo é Jaci, que ele nem imagina ser uma moça disfarçada de homem para conseguir trabalhar e ajudar o pai doente.

## Reprise
Foi reprisada entre 22 de janeiro e 25 de março de 1996 às 19h45 de forma compacta, entre as inéditas A Idade da Loba e O Campeão.

## Elenco
| Ator/Atriz          | Personagem             |
| ------------------- | ---------------------- |
| Dercy Gonçalves     | Dulcinéa Amorim        |
| Yoná Magalhães      | Pepita Amorim          |
| Fúlvio Stefanini    | Téo Maldonado          |
| Rodolfo Mayer       | Dr. Salvador Maldonado |
| Jorge Dória         | Barbosa                |
| Márcia de Windsor   | Joana Maldonado        |
| Rolando Boldrin     | Alberto Sampaio        |
| Maximira Figueiredo | Maria do Carmo Sampaio |
| Kito Junqueira      | Zeca Maldonado         |
| Wanda Stefânia      | Jacira da Gama / Jaci  |
| Marta Volpiani      | Lalucha Maldonado      |
| Walter Prado        | Walter Maldonado       |
| Carmem Monegal      | Belinha Maldonado      |
| Newton Prado        | Dr. Júlio Sampaio      |
| Carminha Brandão    | Gildete Sampaio (Dedé) |
| Regina Dourado      | Ivonete                |
| Ewerton de Castro   | Corisco                |
| Alzira Andrade      | Sonia da Gama          |
| Aldo César          | Roque da Gama          |
| Jacques Lagôa       | Xande                  |
| Guilherme Corrêa    | Porfírio               |
| Etty Fraser         | Elisa                  |
| Oswaldo Campozana   | Lambari                |
| Eduardo Abbas       | Vitório                |
| Rafael de Carvalho  | Viriato                |
| Afonso Duarte       | Marinho                |
| Lupe Ferreira       | Luísa                  |
| Douglas Mazzola     | Juca                   |
| Paulo Leite         | Dudu                   |
| Cristina Prado      | Cristina               |

### Participações especiais
| Ator/Atriz       | Personagem |
| ---------------- | ---------- |
| Hebe Camargo     | Ela mesma  |
| Nair Bello       | Ela mesma  |
| Moacyr Franco    | Ele mesmo  |
| Maria Alcina     | Ela mesma  |
| Nelson Gonçalves | Ele mesmo  |
| Tim Maia         | Ele mesmo  |
| Dudu França      | Ele mesmo  |

## Trilha Sonora
*fonte:

### Nacional
1. Roda da Fortuna - Kleiton & Kledir (tema de abertura)
2. Incompatibilidade - Oswaldo Montenegro (tema de Téo)
3. Condenados - Fátima Guedes (tema de Jaci)
4. Pela Vida Afora - Raul Ellwanger
5. Lugarejo - Nana
6. Chovendo Na Roseira - Banda Bandeirantes
7. Madrugada Tropical - Rubão Sabino
8. Muitas Pessoas - Secos e Molhados
9. O Dia Seguinte - Paulinho Nogueira (tema de Alberto)
10. Inflação - Belo Xis
11. Segredo - Cacá Bloise e Aroldo Santarosa
12. Sou Apenas Uma Sombra - José Léo

### Internacional
1. Why Not Me - Fred Knoblock
2. Pastures Green - Rod McKuen
3. Dreaming - Stacy Lattisaw
4. You Got To Lose - George Thorogood
5. Love At The First Night - Sally Townsend
6. Scarborough Fair - The September Strings
7. Nature Boy - Jon Hendricks
8. My World Is Empty Without You, Baby - Mary McCaslin
9. Here, There And Everywhere - Rod McKuen
10. Moments Of Happiness - Rosalie Sorrels
11. Chances Are - Sally Townsend
12. MacArthur Park - All That Brass

### Complementar: Fundos Musicais
1. Partido Alto - Orquestra Daniele Patucchi
2. Castigo - Orquestra Ritz Ortolani
3. All By Myself - Orquestra 88
4. Peppermint Rainbow - Orquestra Daniele Patucchi
5. Casanova And Company Theme - Orquestra Ritz Ortolani
6. Grace - Orquestra Armando Trovaioli
7. Tem Dendê - Orquestra Daniele Patucchi
8. Adesso E' Tutto Qui - Orquestra Daniele Patucchi
9. Cascate e Fiori - Orquestra Daniele Patucchi
10. Goddess Woman - Orquestra Armando Trovaioli
11. Small Town Pleasures - Orquestra Stelvio Cipriani
12. Honey Moon In Three - Orquestra Armando Trovaioli